# Protestos no Líbano em 2019
Protestos no Líbano em 2019 são uma série contínua de protestos civis no Líbano, inicialmente desencadeados por impostos planejados sobre gasolina, tabaco e telefonemas online, como através do WhatsApp, mas expandiram-se rapidamente por todo o país para uma rejeição ao  regime sectário, a economia estagnada, ao desemprego, a corrupção endêmica no setor público, a legislação (como o sigilo bancário) que é percebida como uma forma de salvaguardar a classe dominante da prestação de contas  e as falhas do governo em fornecer serviços básicos como eletricidade, água e saneamento. Os protestos eclodiram inicialmente em 17 de outubro de 2019.
Como resultado dos protestos, o Líbano entrou em crise política, com o primeiro-ministro Saad Hariri apresentando sua demissão e ecoando as demandas dos manifestantes por um governo de especialistas independentes. Outros políticos visados pelos protestos permaneceram no poder. Em 19 de dezembro de 2019, o ex-ministro da Educação Hassan Diab foi designado como o próximo primeiro-ministro e foi encarregado de formar um novo gabinete. Protestos e atos de desobediência civil continuaram desde então, com manifestantes denunciando e condenando a designação de Diab como primeiro-ministro.

## Contexto
A eclosão dos protestos foi atribuída às crises acumuladas nas últimas semanas no Líbano: desde a crise do dólar passando pelas greves em postos de gasolina, aos incêndios florestais evitáveis que estavam ocorrendo em todo o Líbano devido à má gestão (haja vista a falha do governo em combater as queimadas devido à falta de manutenção dos helicópteros contra incêndios), aos impostos sobre a gasolina, trigo e telefonemas online.
Os protestos iniciaram em pequenos números em torno de Beirute no final de setembro. Em 1 de outubro, o Banco Central do Líbano anunciou uma estratégia econômica que prometia fornecer dólares a todas as empresas no setor de importação de trigo, gasolina e produtos farmacêuticos, para que pudessem continuar suas importações. Essa foi considerada uma solução de curto prazo pelos analistas econômicos.
Em uma sessão do gabinete realizada em 17 de outubro, com 36 itens a serem discutidos na agenda, o governo propôs estratégias para aumentar o orçamento estatal para 2020. Os itens da agenda incluíram o aumento do Imposto sobre Valor Agregado (IVA) em 2% até 2021 e 2% adicionais até 2022, atingindo um total de 15%. Além disso, os meios de comunicação informaram sobre planos para uma cobrança de US $ 0,2 para as chamadas VoIP (Voice over Internet Protocol), como as feitas no FaceTime, Facebook e WhatsApp. A sessão final do projeto de orçamento seria realizada no dia 18 de outubro, mas foi cancelada, mediante acordo do Primeiro Ministro Saad Hariri e do Presidente Michel Aoun.

## Protestos

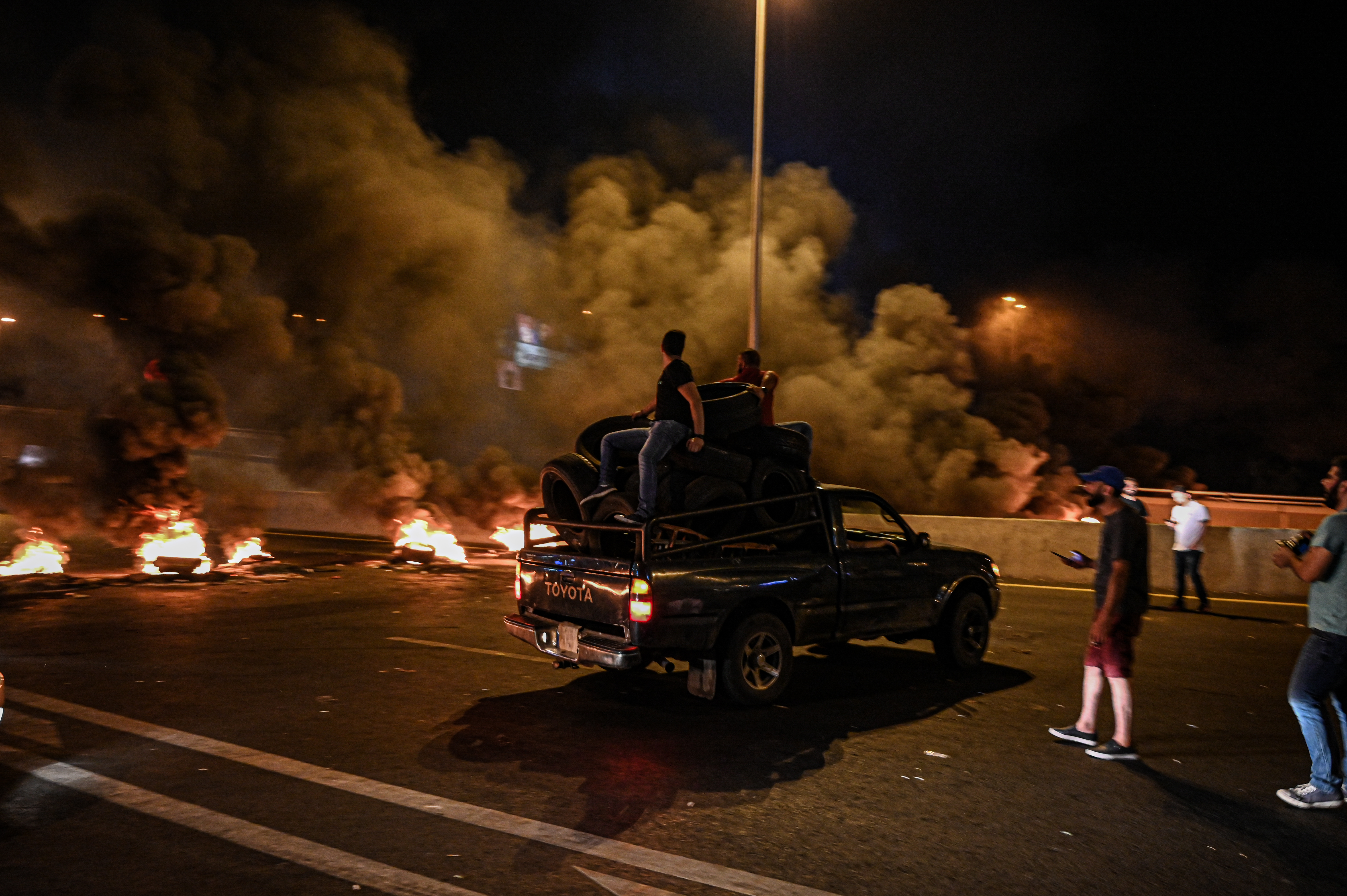
Protestos em Antelias, tarde da noite de 17 de outubro

Na noite de quinta-feira, 17 de outubro, cerca de cem ativistas civis protestaram contra os novos impostos propostos no interior e nos arredores da cidade, bloqueando ruas muito importantes que ligam o oeste e o leste de Beirute. O ministro do ensino superior, Akram Chehayeb, e seu comboio estavam passando pela área. Manifestantes assaltaram o carro do ministro, um de seus guarda-costas disparou balas perdidas no ar, o que enfureceu ainda mais os manifestantes, embora não tenham sido relatados feridos. Vale ressaltar que o ministro é membro do Partido Socialista Progressista (PSP) do Líbano e, portanto, o chefe do partido twittou que "falou com o ministro e pediu para entregar os guarda-costas do comboio à polícia", como todos nós estamos "sob a lei".
Um número maior de manifestantes começou a aparecer na Praça dos Mártires, na Praça Nejmeh, na Rua Hamra e em muitas outras regiões do Líbano. Uma reunião rápida do Gabinete foi agendada pelo Primeiro Ministro Saad Hariri, a pedido do Presidente Michel Aoun, para o meio-dia do dia seguinte, 18 de outubro, à medida que os protestos se tornavam maiores e mais intensos. Um anúncio foi feito pelo Ministro do Ensino Superior Akram Chehayeb de que todas as escolas e universidades, públicas ou privadas, permanecerão fechadas em 18 de outubro. O ministro das Telecomunicações do Líbano, Mohamad Choucair, descartou a ideia do "imposto pelo WhatsApp" por volta das 23h da quinta-feira, 17 de outubro.

### Eventos dos protestos em 18 de outubro

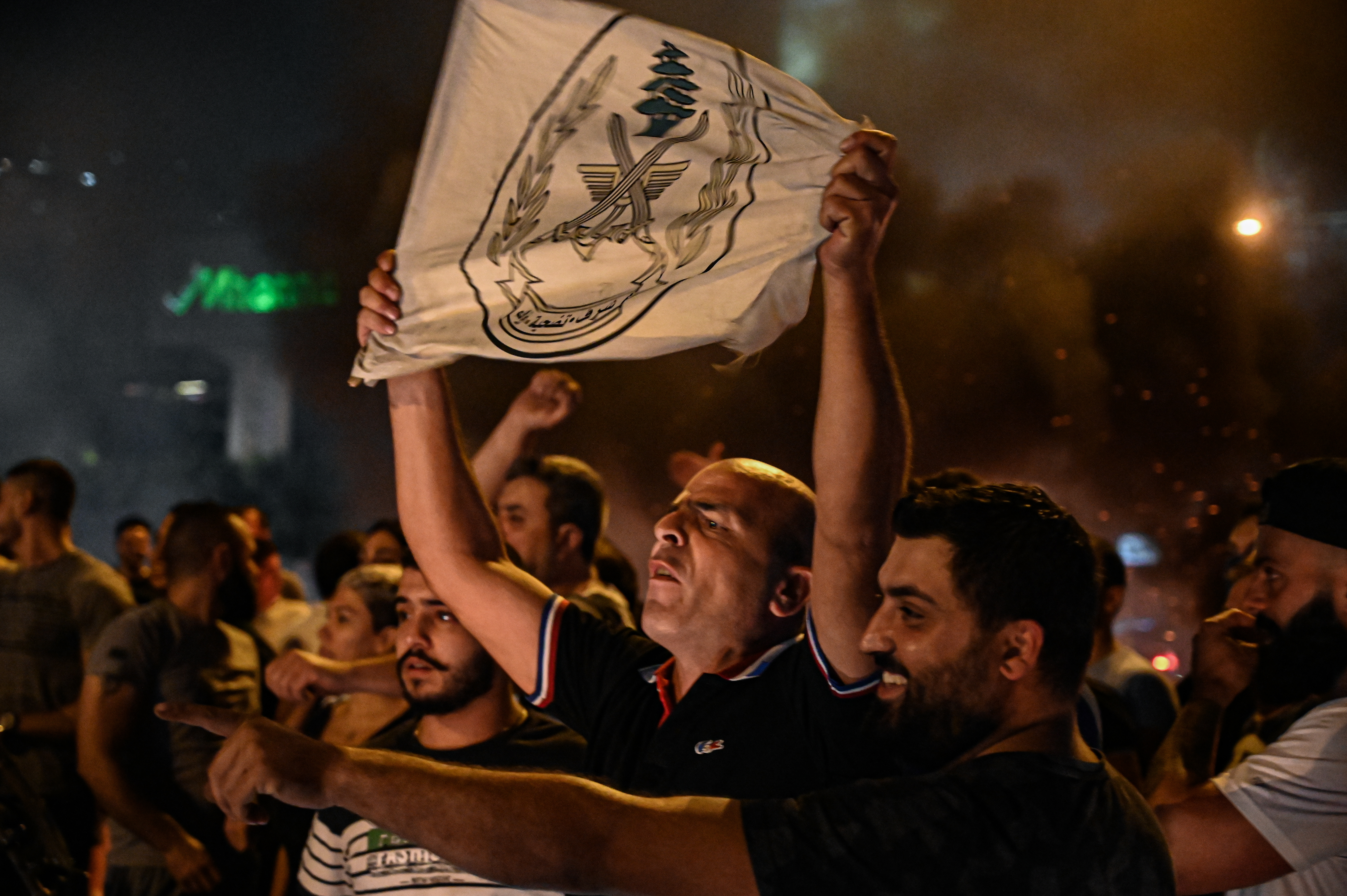
Protestos em Antelias, tarde da noite de 17 de outubro

- Protestos em Antelias, tarde da noite de 17 de outubro 1h29 - Os escritórios e as casas dos partidos do Hezbollah e do Movimento Amal são alvo de manifestantes e em Nabatiyeh.[35][36]
- 2:07 - Greve no setor público anunciada pela Liga de funcionários do setor público "para protestar contra todas as reformas propostas".[37]
- 2h24 - Escritórios do Partido do Movimento Patriótico Livre visados em Trípoli.[38]
- 03:16 - Gás lacrimogêneo lançado aos manifestantes pelas Forças de Segurança Interna para mantê-los fora do Serail, que inclui o prédio do Parlamento no Líbano.[39]
- 7h52 - As principais estradas do país estão agora bloqueadas com pneus em chamas, latas de lixo caídas e manifestantes.[40][41]
- 10h55 - Ministros das Forças Libanesas anunciaram que não participarão da reunião planejada do Gabinete na tarde de 18 de outubro.[42]
- 11h45 - Samir Geagea, chefe das Forças Libanesas, pede a renúncia do primeiro-ministro Saad Hariri.[43]
- 11h45 - 18 de outubro, sessão do gabinete da tarde oficialmente cancelada, o primeiro-ministro Saad Hariri deve se dirigir ao país às 18h.[44]
- 13:54 - O líder progressista do Partido Socialista Walid Jumblatt pede um "movimento pacífico" contra o mandato do presidente Michel Aoun[45]
- 14h16 - Pierre Issa, do National Bloc, pede um governo reduzido de salvação nacional.[46]
- 17:59 - A embaixada dos EUA em Beirute emite um aviso de "abster-se".[47]
- 18:45 - O primeiro-ministro Saad Hariri se dirigiu ao país, concedeu 72 "parceiros no governo" para começar a trabalhar em uma solução, caso contrário, ele está disposto a adotar uma "abordagem diferente".[48][49]

## Galeria
Fotografias dos protestos em Beirute, em 18 de outubro de 2019. 

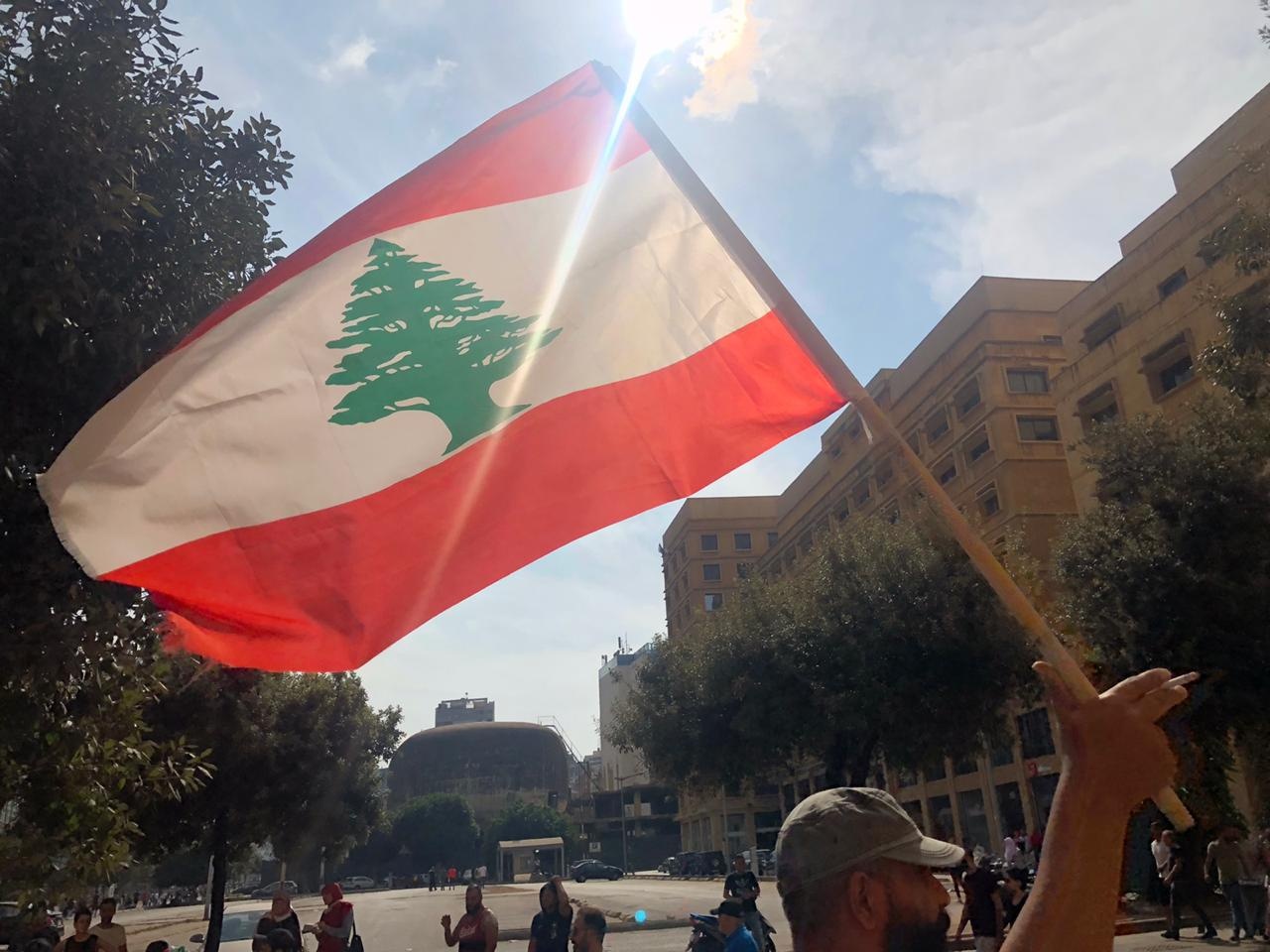
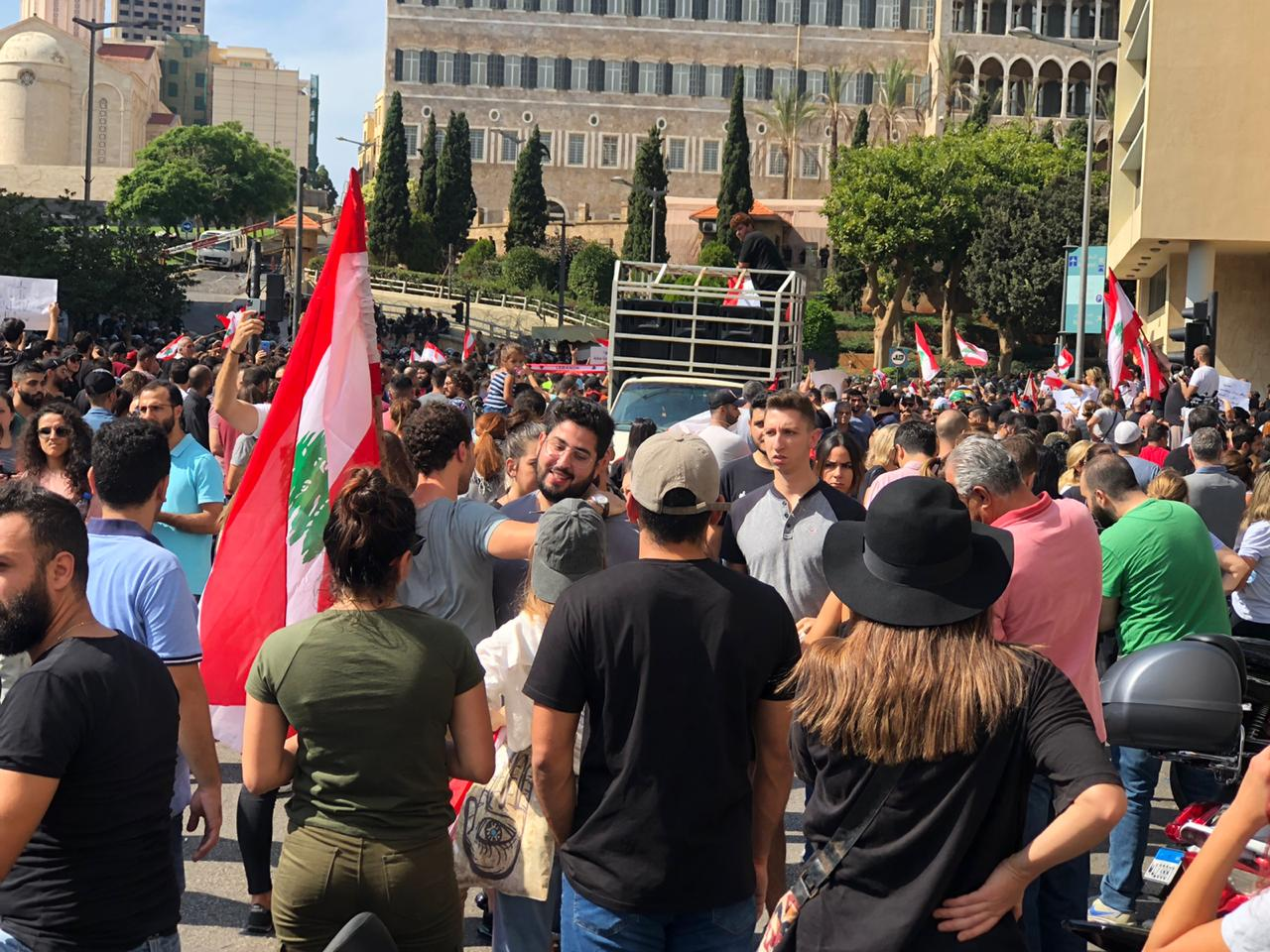
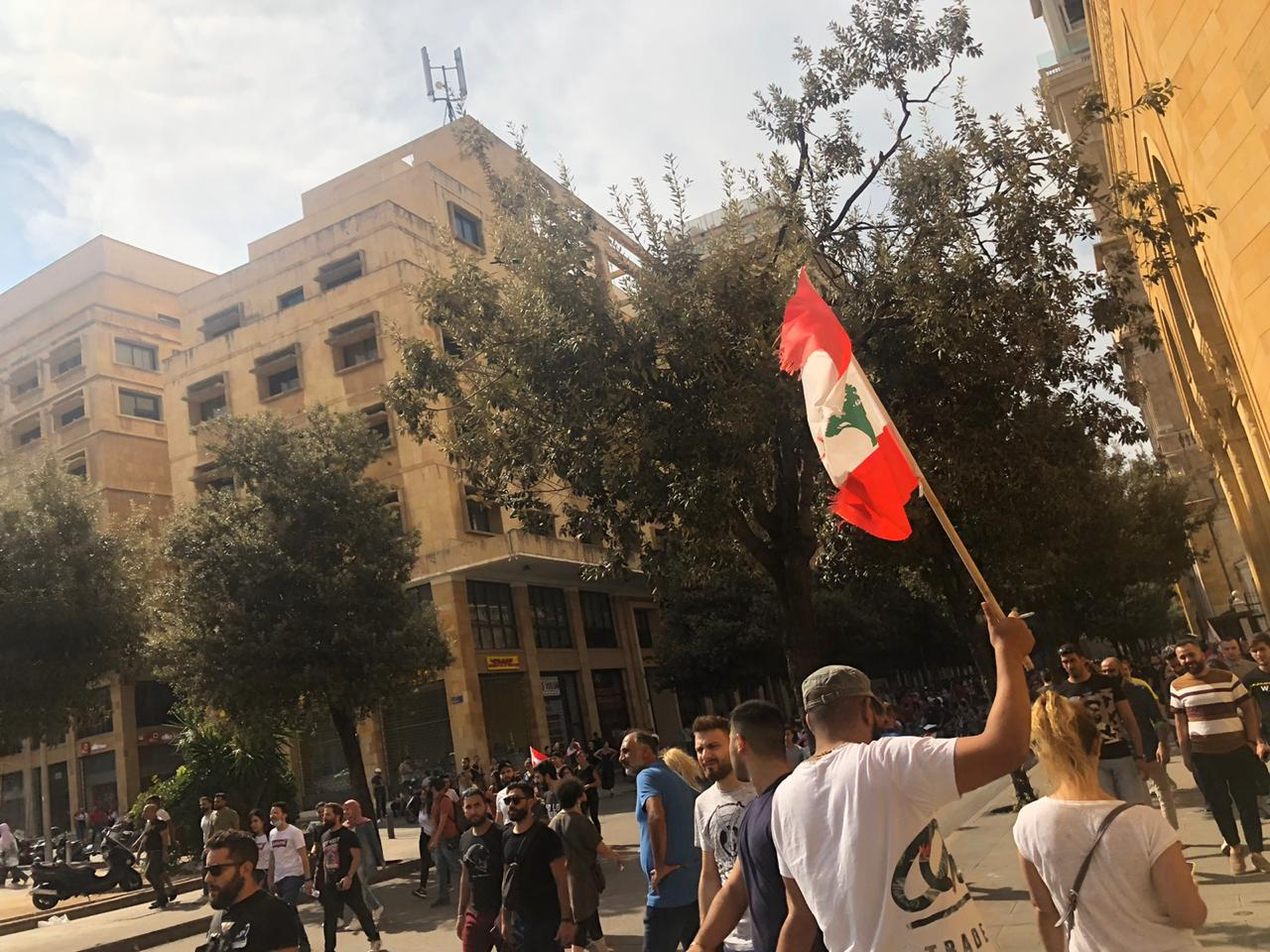
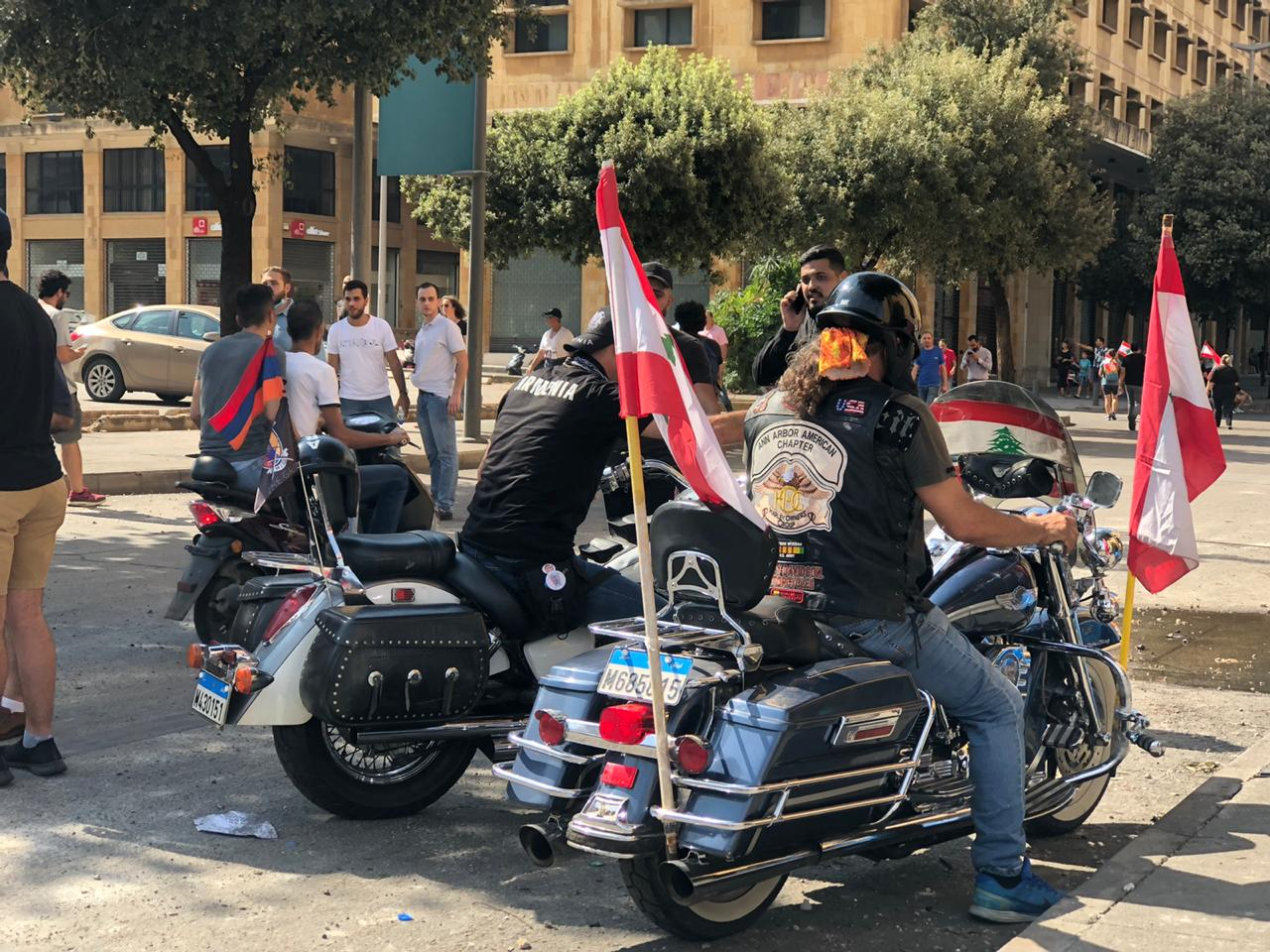
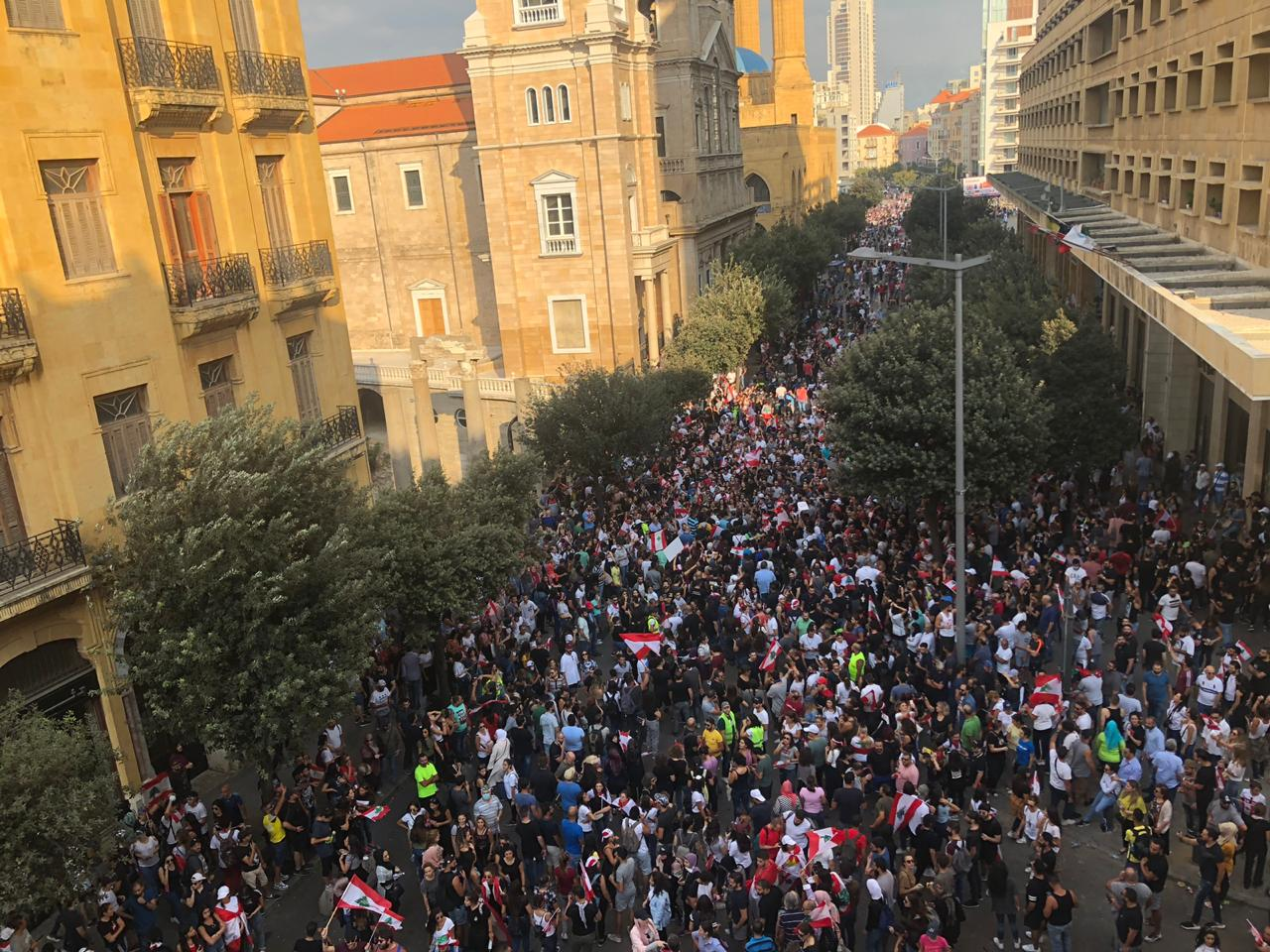
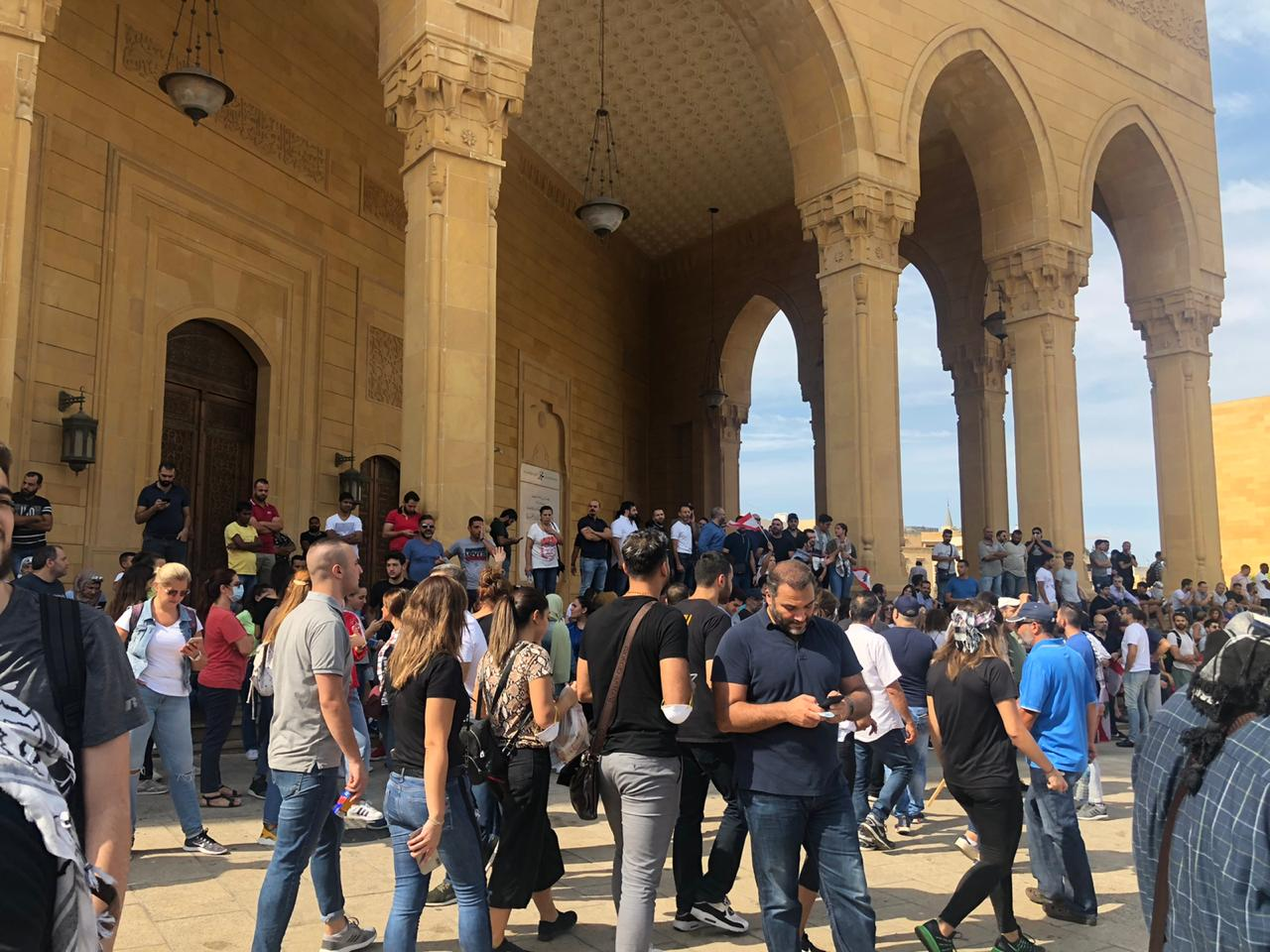
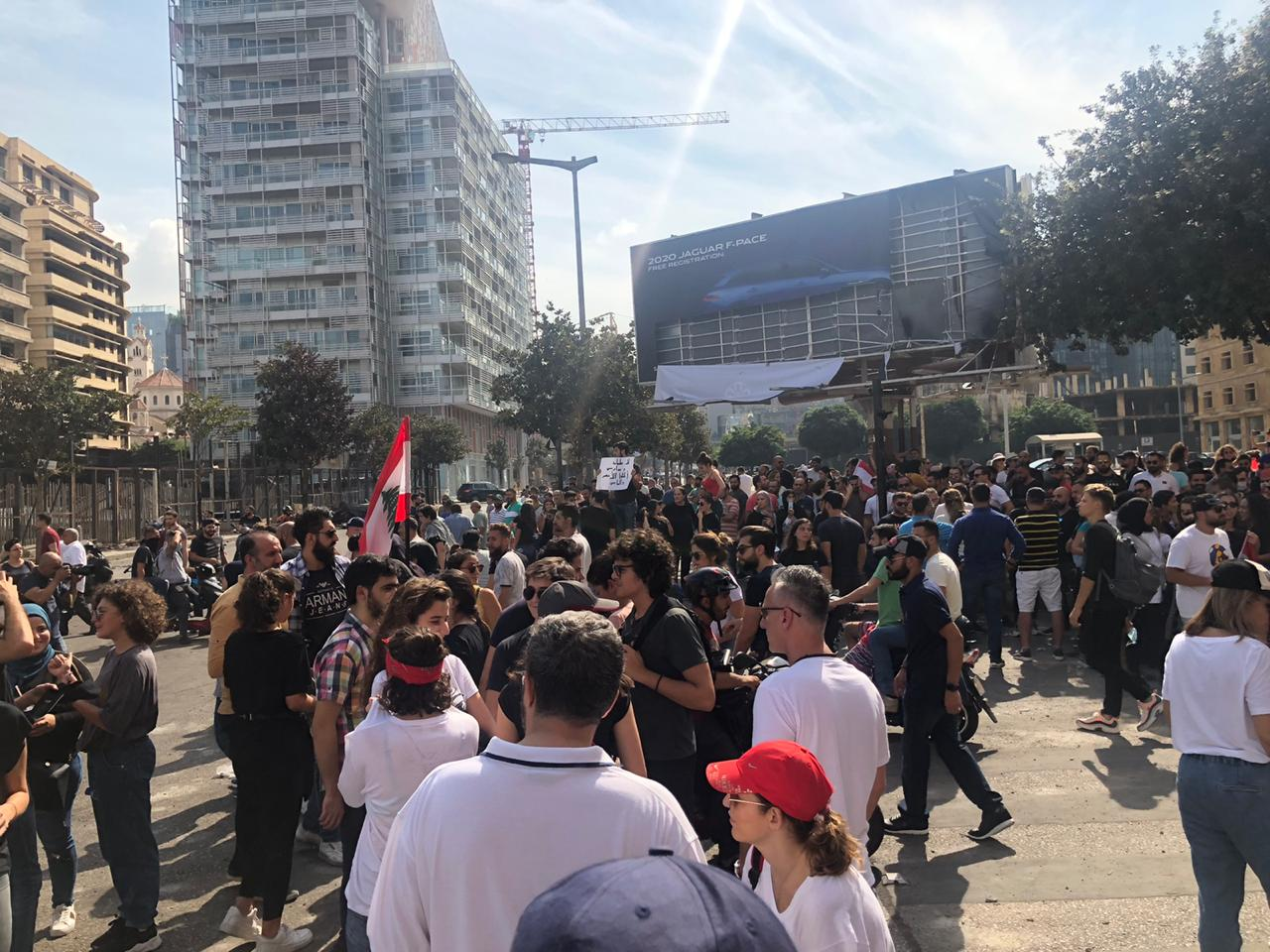
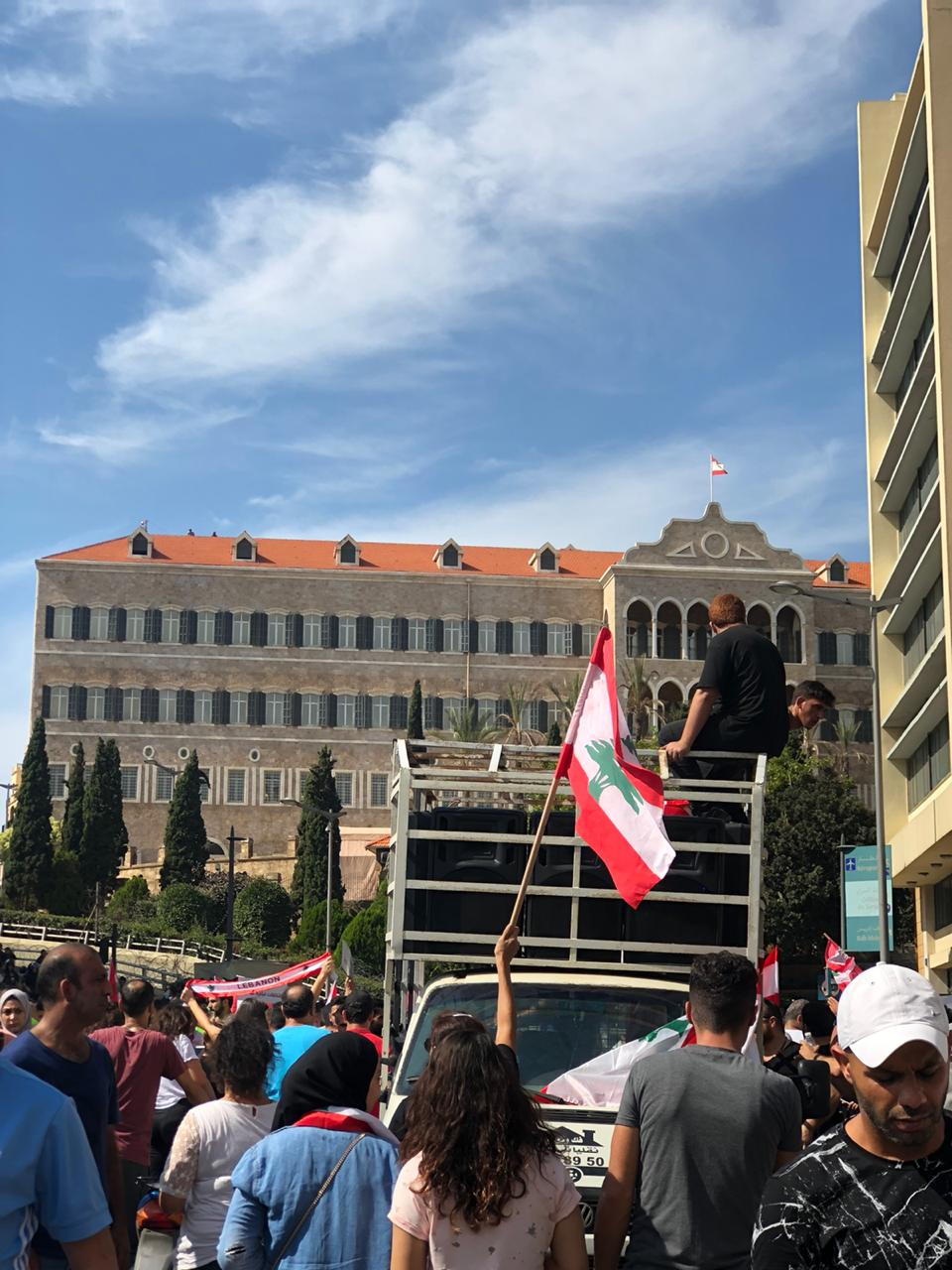
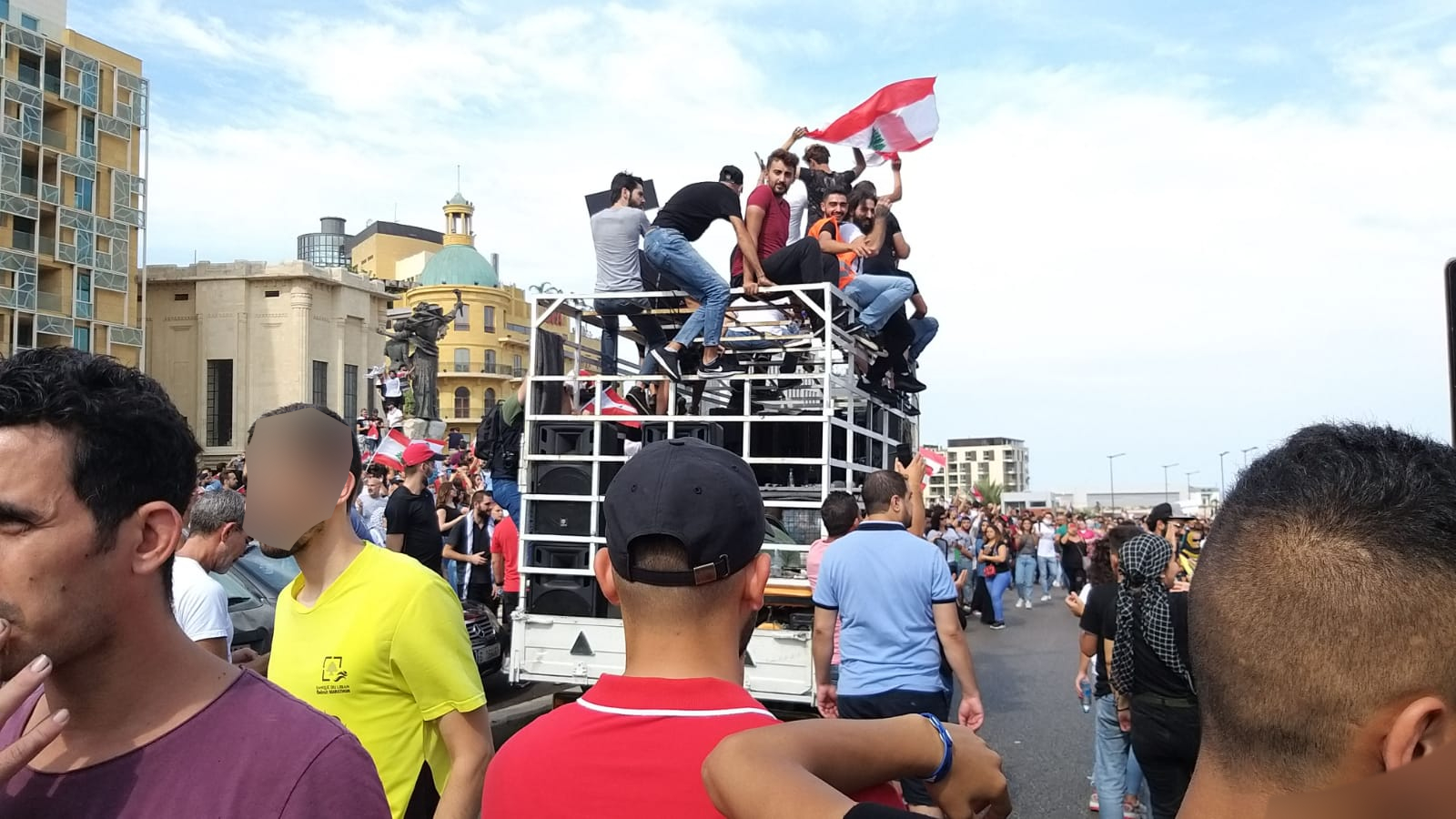
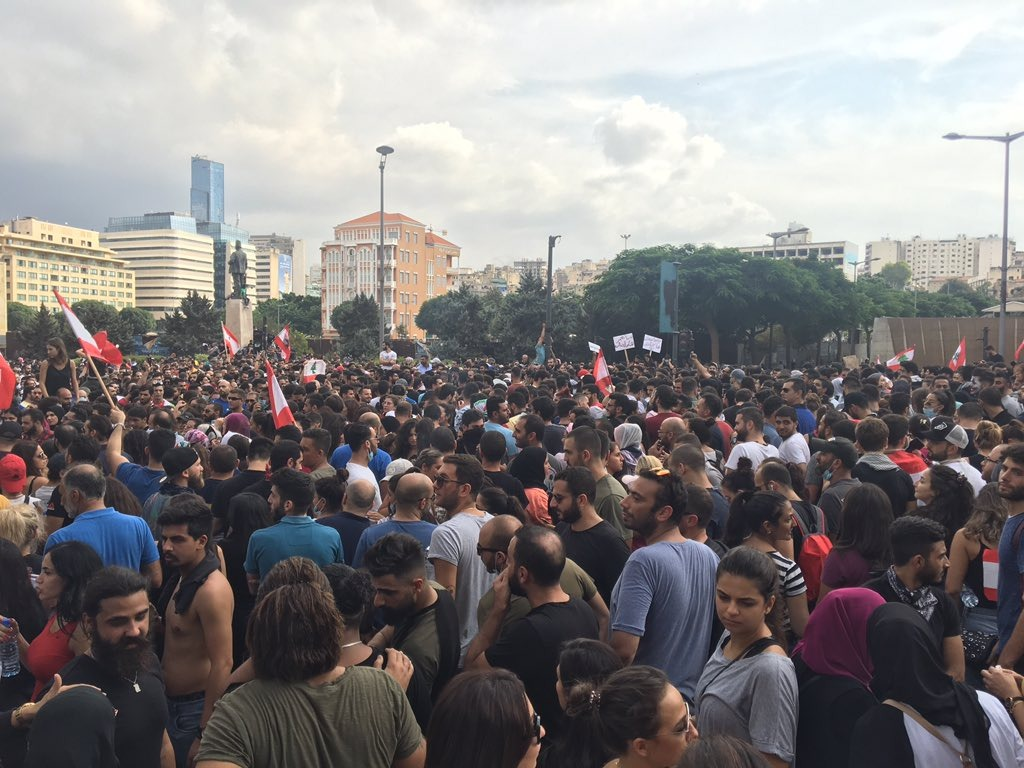
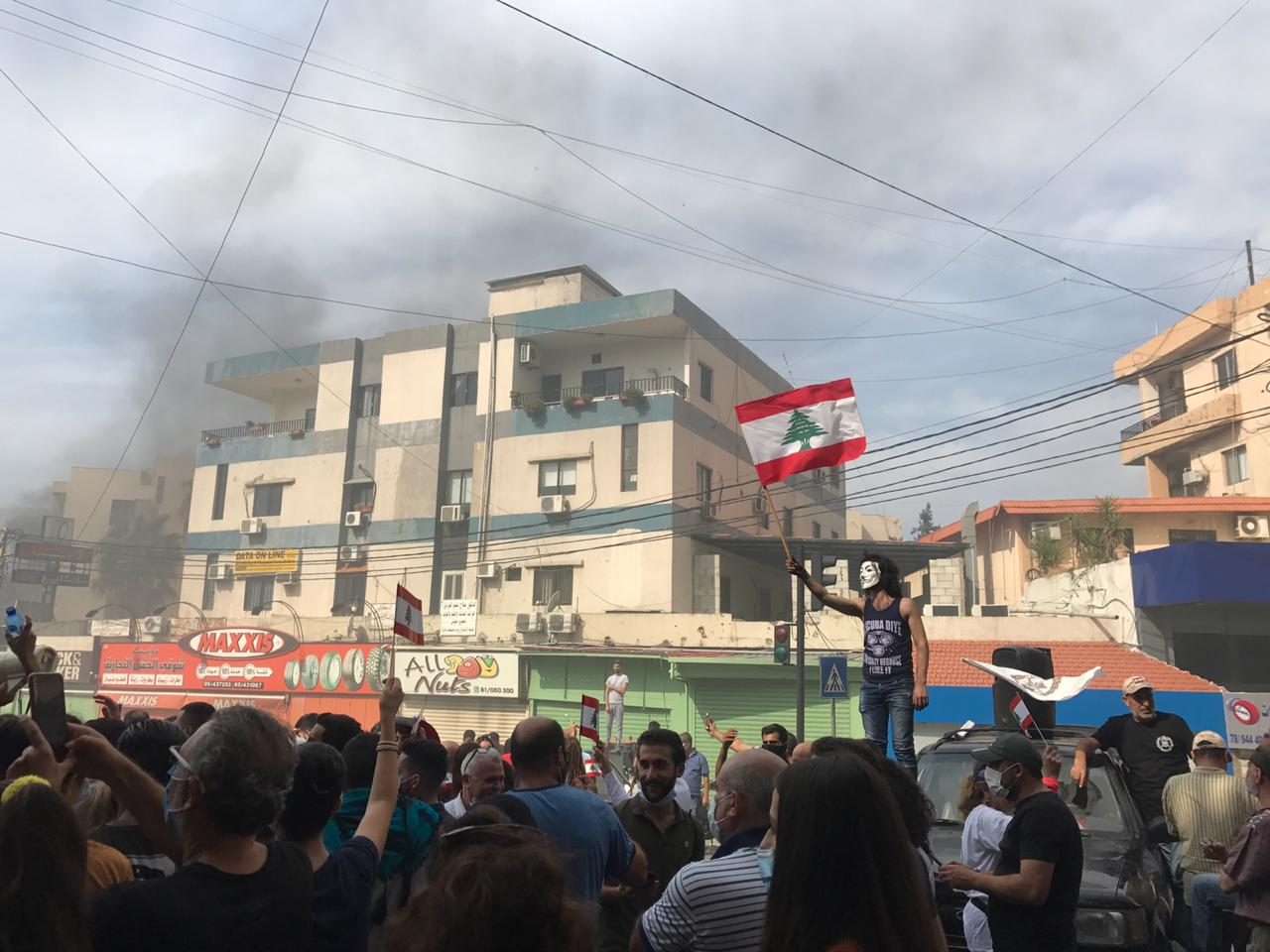
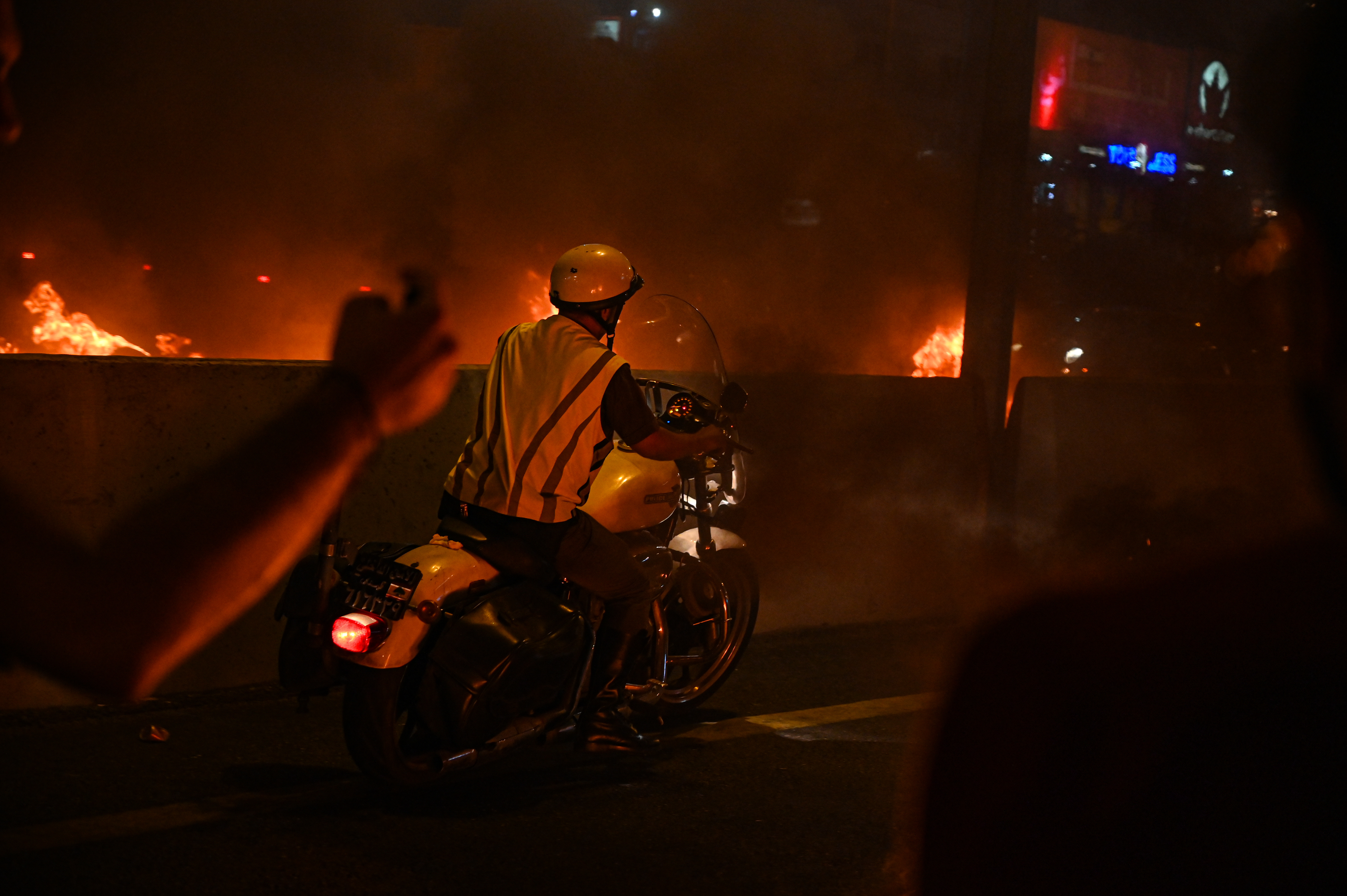